# Falnuée
 (août 2025).
Si vous disposez d'ouvrages ou d'articles de référence ou si vous connaissez des sites web de qualité traitant du thème abordé ici, merci de compléter l'article en donnant les références utiles à sa vérifiabilité et en les liant à la section « Notes et références ».
Falnuée est un lieu-dit du village de Mazy, dans la province de Namur, en Belgique. Avec Mazy il fait administrativement partie de la commune et ville de Gembloux (Région wallonne de Belgique).
Falnuée se trouve exactement là où le ruisseau Ligne se jette dans l’Orneau, affluent de la Sambre. Il s’y trouve une seule habitation: le château-ferme de Falnuée.

## Étymologie
Le mot « Falnuée » semble dériver du latin Fagus signifiant « hêtre ». Au cours de l’histoire, l’endroit fut connu sous diverses appellations: Faunwez, Faunoué et même Villers-sur-Onon. 

## Patrimoine
- L’ancien château-ferme transformé en hôtel[2].
- Le terrain de golf (golf de Falnuée).
- La ligne 144 des chemins de fer, qui suit le cours de l’Orneau, passe par Falnuée. Il n’y a aucun point d’arrêt.